# Jan Smejkal
Jan Smejkal (* 22. März 1946 in Lanškroun) ist ein tschechischer Schach-Großmeister. Er ist bekannt für seine Zeitnotschlachten und großen Kampfgeist.

## Schachkarriere

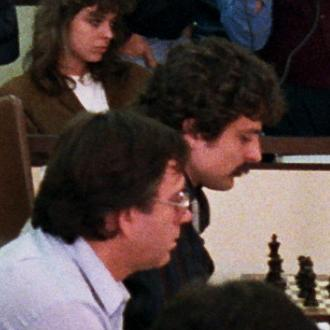
Jan Smejkal und Ľubomír Ftáčnik bei der Schacholympiade 1988 in Thessaloniki

Jan Smejkal wurde 1970 Internationaler Meister und 1972 Großmeister.
In den 1970er Jahren gehörte er zur Weltspitze und spielte dreimal in Interzonenturnieren: in Leningrad 1973 war er Vierter, in Biel 1976 Elfter und im Interzonenturnier Rio de Janeiro 1979 ebenfalls Elfter. In Leningrad verfehlte er die Qualifikation für das Kandidatenturnier nur ganz knapp, indem er in der letzten Runde gegen Anatoli Karpow verlor.
In den Jahren 1973, 1979 und 1986 gewann Smejkal die Landesmeisterschaft der Tschechoslowakei.
Auch in vielen internationalen Turnieren hat er sehr gut abgeschnitten: zweimal hat er das Rubinstein-Memorial in Polanica-Zdrój gewonnen, 1970 und 1972. Weiterhin war er Sieger oder hat den ersten Platz geteilt in Starý Smokovec (1970), Amsterdam (1971), Smederevska Palanka (1971), Palma de Mallorca (1972), Luhačovice (1973), Novi Sad (1976), Belgrad (1976), Vršac (1976) und Leipzig (1976).
Bei den Dortmunder Schachtagen 1977 in Dortmund gewann er das Großmeisterturnier. Weitere Erfolge hatte er in Virovitica (1977), Teplice (1979), Warschau (1979) und in Baden-Baden (1985).
Beim Schachfestival Bad Wörishofen wurde er 1985 Erster und 1986 Dritter hinter Gennadi Kusmin und Vlastimil Hort.
Smejkal wird bei der FIDE als inaktiv geführt, da er seit der Saison 2001/02 der tschechischen Extraliga keine gewertete Partie mehr gespielt hat. Mit seiner höchsten Elo-Zahl von 2615 im Januar 1976 lag Smejkal gleichauf mit Michail Tal auf Platz 11 der FIDE-Rangliste.
| Hier fehlt eine Grafik, die leider im Moment aus technischen Gründen nicht angezeigt werden kann. Wir arbeiten daran! |

## Nationalmannschaft
Smejkal nahm an zehn Schacholympiaden teil, 1968, 1970, 1972, 1978, 1980, 1982, 1984, 1986, 1988 und 1990 für die Tschechoslowakei, 1994 für die Tschechische Republik. 1982 belegte er mit der Mannschaft den zweiten Platz, 1970 erreichte er in der Einzelwertung am vierten Brett den zweiten Platz.
Außerdem trat er mit der Tschechoslowakei bei den Mannschaftseuropameisterschaften 1970, 1977 und 1980 an.

## Vereine
In der tschechischen Extraliga spielte Smejkal in der Saison 1992/93 für den TJ Dopravní podniky Prag, bei dem er bereits in der tschechoslowakischen Mannschaftsmeisterschaft gespielt hatte, von 1993 bis 1995 für TJ Bohemians Prag, mit dem er 1994 tschechischer Mannschaftsmeister wurde und am European Club Cup 1994 teilnahm, in der Saison 1995/96 erneut für TJ Dopravní podniky Prag und von 1996 bis 2002 für den ŠK DP Mladí Prag, mit dem er 2001 Meister wurde. In der deutschen Bundesliga spielte Smejkal von 1983 bis 1985 für die SG Enger-Spenge, von 1985 bis 1993 für den Münchener SC 1836 und von 1995 bis 2000 für den SK Passau.